# Expressions de marins

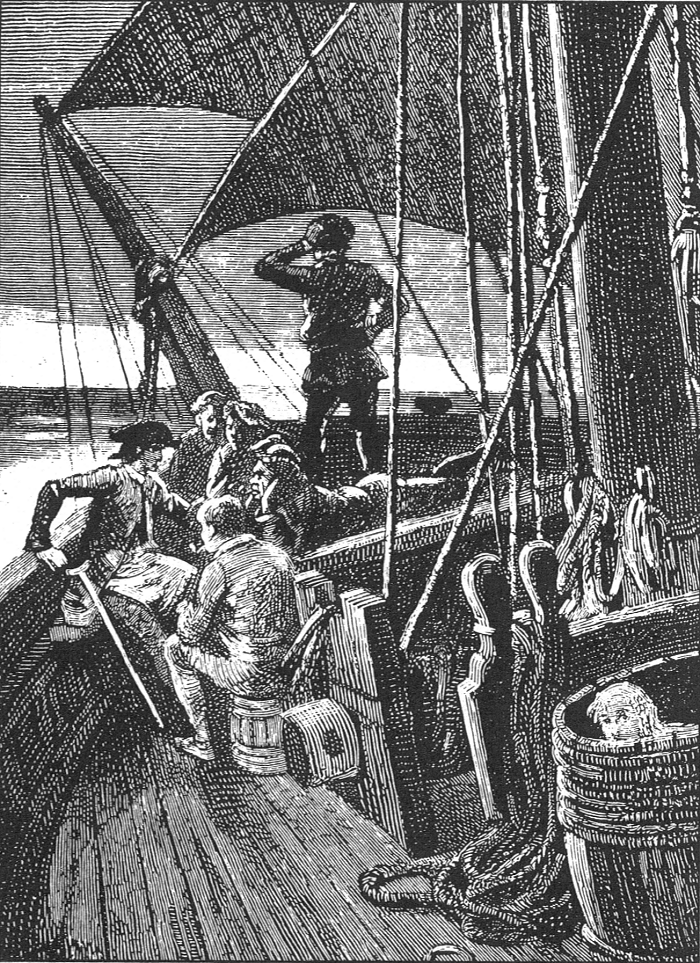
Les marins ont développé un langage propre.

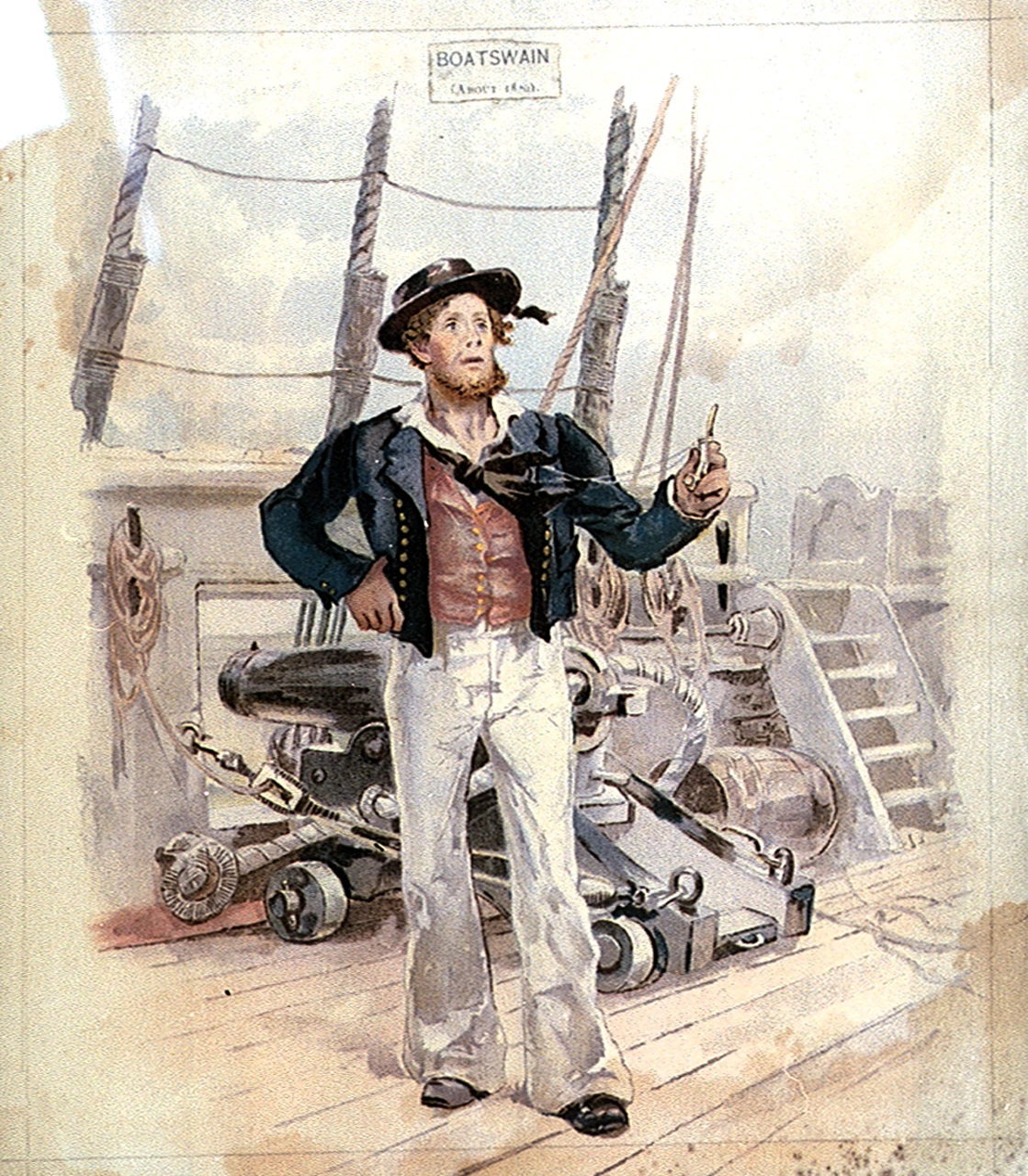
Le Bosco est le chef d'équipage, il commande les hommes avec un jargon très spécifique.

Ce glossaire répertorie les expressions de marins actuelles et passées.
Pour les termes maritimes, voir le glossaire maritime et les termes spécifiques à la voile, voir le lexique de la navigation à voile.

## A
- À border l'artimon : équivalent français de Splice the mainbrace, un ordre donné à bord d'un navire par son commandant, pour autoriser l'équipage à consommer de l'alcool (voir aussi Splice the mainbrace).
- Ahoy ou Ahoi (en allemand), Ahoj (en Europe de l'Est) : à l'origine, il s'agit d'une interjection anglaise pour signaler un bateau. Le mot est tombé en désuétude avant d'être réutilisé en nautisme comme expression pour saluer.
- Amener pavillon : voir baisser pavillon.
- Arcasse, ou barre d'arcasse : en argot maritime, se disait aussi du coccyx, ou de la partie postérieure du corps humain[1].
- Avaler sa gaffe : mourir[2].

## B
- Baisser pavillon : signifie abaisser le pavillon de son mât pour indiquer sa reddition[3],[4]. Pour un navire, la reddition est datée du moment où le pavillon est frappé. Au sens figuré, dans le langage commun cela signifie s'avouer vaincu ou abandonner[5],[4].
- Balais (ramasser les) : être dépassé par un voilier plus rapide. L'expression, toujours en vigueur chez les régatiers[6], remonte à une ancienne tradition de la marine à voile (décrite notamment dans les souvenirs du Cdt Hayet) où, lors d'une lutte de vitesse, le navire le plus rapide humiliait le plus lent en jetant ostensiblement par dessus bord un vieux balai inutilisable. Certains rattachent cette tradition au souvenir de l'Amiral Néerlandais Tromp (1598-1653) connu pour arborer des balais en haut des mâts de son escadre afin de signifier qu'il avait balayé les anglais de la mer du nord.
- Belle comme une frégate (parfois amplifié en Belle comme une frégate française et pavoisée) : compliment de matelot à destination des femmes rencontrées aux escales. Les frégates construites en France avaient une réputation d'élégance et de rapidité au point que les anglais en ont souvent copié les plans après capture.
- Bitture : au sens propre c'est une chaîne d'ancre préparée à plat pont en zigzag sur la plage avant d'un petit navire pour permettre de mouiller rapidement une ancre dans un endroit où la place manque pour manœuvrer. Le sens figuré (« une dose de liqueur ou de boisson spiritueuse prise avec abondance » suivant l'euphémisme du dictionnaire de marine Pâris et Bonnefoux) dérive des zigzags de la chaîne évoquant la démarche d'un marin après une bordée à terre abondamment arrosée[7].
- Boujaron : dose de rhum (précisément mesurée) pour récompenser et ragaillardir les matelots après une manœuvre particulièrement fatigante et humide.
- Branle-bas ou branlebas de combat ou branlebas général : dégager les hamacs (« branle » en termes de marine) des ponts d’artillerie des vaisseaux et les disposer roulés le long du pont supérieur pour servir de protection supplémentaire contre la mitraille ennemie. En anglais l'expression est Clear the ship for action.
- Brasser : orienter les voiles
- Brasser carré : orienter les vergues perpendiculairement à l'axe du navire (allure de vent arrière).
- Brassés carrés : autrefois, gendarmes chargés de ramener à bord les matelots en goguette, dans le jargon des matelots. En effet, ils portaient leurs bicornes « brassés carrés » c'est-à-dire orientés à 90° du sens de la marche, comme les vergues d'un navire à voiles carrées par vent arrière.
- Brasser en fuite : orienter les voiles pour prendre la plus grande vitesse possible.

## C
- Cambusier : la cambuse est le local de stockage des vivres destinés à l'équipage. Le cambusier est le commis à la distribution des vivres souvent accusé de lésiner sur la ration des matelots, pour cette raison il est parfois traité de voleur de rations (comme dans la chanson de marins Le Corsaire le Grand Coureur)[8]. Le vin de basse qualité destiné à l'équipage était ironiquement dénommé Château cambusard ou Cambusium, les officiers eux bénéficiant de vin de précision.
- Carguer les voiles : plier, retrousser les voiles contre leurs vergues et quelquefois contre le mât, par le moyen des cargues. Cette opération s'effectue lorsque le vent forcit, pour ralentir un bateau en arrivant à un mouillage ou avant un abordage.
- Carré : pièce servant à la fois de salle commune, de salle de repos et de salle à manger pour les officiers.
- Chant de gaillard d'avant : désigne des chants de marins, initialement chantés dans leur logement à l'avant d'un bateau : le gaillard d'avant.
- Charnier : tonneau d'eau potable de forme tronconique, ouvert en haut, à la disposition des matelots pour se désaltérer, analogue au tonneau ouvert utilisé par les charcutiers pour saler la viande. Sous les tropiques, on y mêlait du thé et des extraits de citron ainsi que du sucre de canne à la fois comme antiscorbutique et pour masquer le goût d'eau croupie. En anglais, il était nommé scuttlebutt[9], un mot qui signifiait aussi « ragots » ou « dernier salon où l'on cause » car c'était autour de cette « fontaine publique » que les matelots échangeaient plus volontiers les ragots du bord.
- Château cambusard ou Cambusium : vin de basse qualité destinée à l'équipage d'un navire (voir cambusier).
- Chouff : dans la Marine nationale : surnom du quartier maître de 1re classe (voir crabe).
- Cingler : faire voile[10].
- Clear the ship for action : terme anglais pour « Branle Bas de combat » (voir Branle Bas).
- Conserve (naviguer de) : même si la nourriture en conserve était le triste ordinaire des navigateurs au long cours du XIXe et du début du XXe siècle et joua un rôle tragique dans le désastre de l'expédition Franklin[11], l'expression n'a rien à voir avec la nourriture. Pour des expéditions dangereuses et lointaines (le passage du Nord-ouest, la circumnavigation), à une époque dépourvue de radiocommunications, l'armateur ou l'amirauté commanditaire du voyage envoyait deux ou plusieurs navires qui restaient proches les uns des autres, assurant le rôle de protection mutuelle. Dans l'expédition de Franklin, le HMS Terror était la conserve du HMS Erebus et l'Astrolabe était celle du navire amiral de La Pérouse, La Boussole. L'expression est parfois employée au sens figuré : dans la version non expurgée de la chanson Jean-François de Nantes, le naïf et fanfaron matelot « navigue de conserve sur mer belle »[12] avec la plus belle (et la plus vénale) des servantes de son hôtesse. Ses exploits sexuels utilisent d'ailleurs des métaphores tirées du parler marin : il « met la fille en carène », « prend des ris dans sa cotte », « cargue son jupon », lui « guinde un mât de hunier », etc.[13]toutes expressions qui, traduites en langage ordinaire seraient autant d'incursions dans les eaux territoriales de la pornographie. Les chants de bord anglais (shanties) utilisaient également le même genre de métaphores gaillardes.
- Coq : cuisinier de bord travaillant dans la maïence, parfois surnommé gargouillou ou empoisonneur (les Anglais utilisaient plaisamment le mot doctor). Il s'efforçait de préparer au mieux les repas de l'équipage malgré les aléas du mauvais temps et la monotonie des ingrédients (les vivres frais ne duraient que quelques jours au début de la traversée). Le mot « coquerie » (de l'anglais cookery) se rencontre dans la littérature : il s'agit d'une traduction calquée de l'anglais, pas d'un usage attesté sur les navires français.
- Crabe : surnom traditionnel donné à un quartier-maître de 2e classe (deux galons rouges) dans la Marine Nationale. Le quartier maître de 1re classe (trois galons rouges) est, lui, surnommé chouff.
- Crabes (écraseurs de) : surnom traditionnel des navires armés au cabotage côtier et par extension de leurs capitaines, qui ont tendance à emprunter des « raccourcis » proches des côtes pour gagner une marée[14]. Les régatiers modernes effectuant des parcours côtiers ont tendance à suivre les mêmes routes. Après l'échouage dans les années 1980 du fameux Pen Duick VI en baie de Quiberon, sorti de sa situation grâce à la grande marée suivante, les humoristes locaux prétendaient que « Quand Tabarly navigue par ici, les crabes portent des casques de moto ».
- Curer les runs : faire des rangées dans le sel de la cale avant d'y mettre la morue.

## D
- Doctor : terme anglophone pour désigner un mauvais cuisinier de bord (voir coq).

## E
- Éléphant : désignation facétieuse visant les non-marins embarqués à bord (et par extension, les plaisanciers maladroits), sans doute par analogie avec la démarche pataude évoquant un éléphant pour désigner des personnes peu habituées aux mouvements du navire[15]. Dans le domaine anglophone, l'équivalent est le mot landlubber[16] (littéralement couillon terrestre).
- Embraquer un cordage : tirer sur un cordage.
- Empannage chinois : terme péjoratif désignant un empannage effectué sans retenue par fort vent, faisant basculer violemment la bôme d'un voiler à gréement bermudien sur le bord opposé. Il peut constituer une manœuvre ratée, le basculement de la bôme étant non contrôlé, voire faire chavirer le bateau.
- Empoisonneur : mauvais cuisinier de bord (voir coq).
- Encalminé : situation pour un voilier à l'arrêt faute de vent (ou dans un abri), utilisé dans le pot au noir.
- Être plat-bord dans l'eau : avoir une forte gite[17] si bien que le plat bord du premier pont touche l'eau.

## F
- Ferler une voile : attacher une voile autour d'une vergue.
- Faire aiguade : s'approvisionner en eau douce à terre.
- Faubert : au sens propre, balai confectionné à bord à temps perdu, avec des débris de cordage et de toile à voile. Au sens figuré, le mot désignait les rouflaquettes très abondantes comme en portaient les officiers et les amiraux suivant la mode au temps de Louis Philippe.

## G
- Gargouillou ou gargouillot : mauvais cuisinier de bord (voir coq).
- Godaille : part de pêche en nature (constituée de poissons théoriquement non commercialisables, avec parfois aussi de poissons de choix) attribuée aux matelots d'un navire de pêche à titre de prime en sus du salaire. Usage ancestral profondément ancré dans la vie maritime, la godaille a parfois donné lieu à des abus[18] (commercialisation, alors qu'il s'agit d'une part destinée à la consommation personnelle).
- Gourganes : haricots secs constituant l'ordinaire (fastidieux) des matelots au long-cours d'antan[19], une fois épuisées les deux semaines de vivres frais embarqués au départ (Cf paroles du chant de marin « Adieu Cher Camarade »[20]). Par extension les matelots un tant soit peu âgés étaient parfois surnommés « vieux gourganiers ». En botanique, le mot désigne une autre légumineuse : la fève des marais, d'origine canadienne.
- Grand Mât : désignation familière du capitaine au temps de la marine à voile de commerce, marquant son importance à bord. La marine de guerre emploie plus volontiers le mot Pacha ou parfois Tonton[21]. La Marine anglaise utilise l'adjectif Old (Le vieux, parfois utilisé également en France), avec un sobriquet personnalisé. Par exemple l'Amiral Vernon qui portait une tenue de mer en Gros Grain (soie imperméabilisée) était surnommé Old Grog. Comme il faisait couper le rhum des matelots avec du thé citronné (préventif antiscorbutique) le nom de grog resta attaché à cette boisson. De même Raphael Semmes, le capitaine du corsaire sudiste Alabama était surnommé Old Beeswax (Vieux cire d'abeille) à cause de sa moustache conquérante et effilée à la mode Napoléon III qu'il pommadait quotidiennement à la cire d'abeille[22].
- Gréé en trois-mâts de Bordeaux : appellation flatteuse pour désigner un navire bien dessiné, bien construit, bien voilé, mené par un capitaine et par un équipage efficace. L'équivalent Britannique est Ship Shape and Bristol's Fashion[23] (dessiné et gréé à la mode de Bristol). Le Commandant Armand Hayet, rapporte cette expression avec moquerie pour les équipages bretons et avec quelque partialité, puisqu'il fit carrière chez des armateurs bordelais[24].

## H
- Hirondelles de la Manche : désigne les cotres pilotes à voile du port du Havre, en usage avant la guerre de 14-18. Ces voiliers étaient conçus et ont évolué vers toujours plus de vitesse tout en restant manœuvrables en équipage réduit afin de permettre aux patrons pilotes de rivaliser de vitesse pour servir en premier les navires les plus intéressants du point de vue des droits de pilotage[pas clair]. Ils sont les ancêtres directs des voiliers de plaisance destinés à la régate. Les hirondelles Marie-Fernand et Jolie Brise évoluent en bateaux de plaisance et gagnent trois fois la course du Fastnet dans l'entre-deux-guerres. Ces bateaux sont conservés en état de navigation[25].
- Homme d'avant : désigne les membres d'équipage constituant la base de la hiérarchie d'un navire, qui loge dans le gaillard d'avant. Par opposition aux hommes de l'arrière : les officiers logeant dans le gaillard d'arrière.

## L
- Landlubber : nom péjoratif donné en anglais (littéralement couillon terrestre) à un non-marin sur un navire, synonyme en français d'éléphant (voir éléphant).
- Lapin (tabou du) : prononcer le mot « lapin » soit à bord, soit dans contexte maritime, serait porteur de malheurs (allant d'une pêche infructueuse à un accident majeur : avarie, homme à la mer, démâtage ou naufrage). Cette superstition est exclusivement bretonne. Il est d'usage en Bretagne maritime (Armor) de désigner l'animal avec une périphrase (le longues oreilles, le cousin du lièvre) ou un surnom parfois assez incongru (le ministre, le cycliste, le bélébélé). En Grande-Bretagne, ce tabou n'existe pas : dans la description classique du tournage d'un nœud de chaise le marin anglais dit : « drag the rabbit out of the hole » (tirez le lapin du trou) quand son homologue français dit : « le serpent sort du puits ». L'origine de ce tabou est assez obscure ; une thèse de doctorat en ethnologie lui est consacrée[26].
- Lieutenant de cage à poules : appellation péjorative de l'officier le moins gradé de l'état major. Souvent stagiaire à faibles appointements en instance de promotion, il participait aux corvées du bord (piquage de la rouille, matelotage, peinture) et traditionnellement aux soins apportés au bétail et à la volaille sur pied destiné à la table du carré des officiers, car les navires d'autrefois étaient dépourvus d'installation frigorifique.
- Louvoyer :

1. Louvoyer désigne une manœuvre d'un voilier à voiles auriques ou gréement bermudien pour remonter le vent en traçant des zigzags, en changeant simultanément de bord. L'action opposée qui consiste à zigzaguer dos au vent s'appelle le virement lof pour lof ;
2. En argot marin : agir ou parler par détour, sans aller au but.

## M
- Médecin de papier : désignation péjorative de l'ouvrage médical accompagnant le coffret à pharmacie et permettant à un officier (usuellement le capitaine) de prodiguer des soins chirurgicaux et médicaux en l'absence de médecin embarqué (pour le long-cours la législation initiale prévoyait l'embarquement obligatoire d'un chirurgien pour un effectif supérieur à vingt hommes)[27]. L'histoire maritime a retenu les cas de capitaines pratiquant avec un certain brio diverses interventions difficiles de traumatologie (points de suture, traitement de fractures, voire trépanations) dans des conditions difficiles.
- Mettre pavillon bas : voir baisser pavillon.
- Moyens du bord : désigne la combinaison de créativité et de moyens limités permettant à des marins de parer à une situation critique sans assistance extérieure. Deux proverbes de l'époque de la marine à voile en témoignent : « Un marin sait tout faire, virgule, mal » ou « Un marin réparerait une montre avec un morceau de semelle de botte ». Selon le capitaine Rabecq du trois mâts La Suzanne (le Havre), vers 1900, dont le navire en acier, lourdement chargé de nickel se cassait progressivement en deux : l'équipage et le charpentier réussirent à improviser un batardeau (cloison étanche cimentée), à renforcer la structure métallique défaillante par des charpentes en bois, à boucher les trous de rivets avec des chevilles de bois et à accomplir lentement mais sûrement la dangereuse traversée Nouvelle Calédonie-Le Havre par le Cap Horn. La débrouillardise reste d'actualité dans des courses au large modernes comme le Vendée Globe : en 2001, le navigateur Michel Desjoyaux subit la panne du générateur électrique (indispensable notamment pour le pilote automatique). Le démarreur du moteur diésel est irrémédiablement hors d'usage. Michel Desjoyaux improvise alors un démarreur à voile avec un système d'écoutes et de poulies reliant la bôme au volant d'inertie du moteur. Le coup de fouet donné par la voile lors d'un empannage permet de démarrer le diesel à haute compression à la façon d'une tondeuse à gazon[28].

## N
- Navigation à l'estime : hors de vue d'une côte (éloignement, brouillard, nuit) et en l'absence d'amers, il est conseillé (même à l'ère du GPS) de tenir avec rigueur le livre de bord (log book en anglais) pour noter de façon précise le cap, la vitesse à intervalles réguliers pour pouvoir construire une route (même approximative) sur la carte (autrefois les timoniers utilisaient « Le renard et ses poules » une planchette comprenant une rose des vents, un tableau quadrillé dont chaque case représentait une demi-heure et un système de fiches et de fils permettant de conserver la trace des changements de cap au cours de leur quart.)
- Navigation défensive : de l'anglais defensive navigation, désigne un changement de stratégie du navigateur en cas d'incertitude sur la position estimée et de dangers relativement proches. Au lieu de chercher à tout prix à atteindre une destination prévue à partir d'un point incertain, le navigateur donnera au timonier des instructions de cap destinés à ne pas aller vers les dangers en attendant que la situation s'améliore.
- Naviguer par bâbord amure : naviguer avec le vent arrivant par bâbord.
- Naviguer par tribord amure : naviguer avec le vent arrivant par tribord.
- Naviguer toutes voiles dehors : naviguer en ayant déployé toutes les voiles du bâteau, par opposition au fait d'avoir les voiles carguées.

## O
- Old : terme anglophone désignant un capitaine d'un navire (voir Grand-mât).

## P
- Pacha : capitaine d'un navire de guerre (voir Grand-mât).
- Pacotille : désigne à l'origine la marchandise non portée au connaissement (liste officielle des marchandises transportées) qui constitue la cargaison personnelle du capitaine, grâce à laquelle il peut faire des bénéfices non négligeable, surtout s'il la débarque en cachette de la douane. La pratique de la pacotille est de tous temps et de tous lieux ; le montant des profits « accessoires » réalisés par le capitaine était (ou est encore) très variable. Par la suite, le terme pacotille désigne les marchandises échangées contre des esclaves africains par les négriers européens dans le cadre du commerce triangulaire.
- Péjoratives (expressions pour parler des bateaux) : les marins ont de tout temps commenté les qualités nautiques de leurs bateaux soit pour les flatter (voir : gréé en trois mâts de Bordeaux, également : mouette, fin clipper, vrai yacht), soit pour les dénigrer. Ainsi d'après le commandant Armand Hayet in « Nous disions de nos bateaux »[29], un navire particulièrement lent et pataud pouvait être qualifié de Hourque ou de Hourque de Hollande (types de navires solides : barque par la taille navire par la solidité selon Victor Hugo), « mastoc » et lourd. Le terme de « patache » (analogie avec les diligences terrestres, désigne les paisibles transports côtiers[30] de passagers) parfois aggravé en « patache de la douane » (Douaniers et marins sont des « ennemis héréditaires »). Canard, et le verbe canarder, désignaient un navire aux œuvres vives trop fines. Son comportement en mer le faisait passer sous les grosses lames et le rendait inconfortable et humide, voire dangereux. Curieusement -ou pas- l'argot moderne des surfers utilise le même terme pour désigner le plongeon sous la vague déferlante avant de rejoindre le « point-break ». Passoire. Panier à salade désignait évidemment les vieux navires en bois déjointés qu'aucun calfatage ne pouvait plus jamais rendre vraiment étanches et qui imposaient d'éreintantes corvées de pompage manuel. Baille, barcasse et « giromon » désignaient des bateaux jugés esthétiquement disgracieux (une baille était un baquet à tout faire tiré d'un tonneau scié). Ramasse-balais désignait l'éternel perdant dans une lutte de vitesse (expression régatière, voir supra). Ponton et Sapine désignaient des mauvais bateaux (Ponton se comprend tout seul. Sapine désignait une sorte de « bateau - kleenex », fluvial, à usage unique. Construites « vite fait-mal fait » avec des planches grossièrement équarries, les sapines étaient des péniches fluviales destinées au transport du bois d'œuvre depuis les chantiers forestiers de la Haute-Loire ou des Pyrénées et dépecées sitôt leur arrivée à Nantes ou Bordeaux pour en faire des cabanons ou des clôtures. La très narquoise chanson de marins La Carméline rappelle ce terme insultant[31]. « Bateau de turcs » est un terme qui désignait (entre 1880 et 1920) un navire désorganisé, commandé « à la va comme je te pousse » et mal tenu. L'expression pourrait passer à première vue comme empreinte de xénophobie. Armand Hayet précise qu'en son temps, avant la guerre de 14 et le sursaut patriotique dû à la prise de pouvoir de Kemal Ataturk la marine ottomane était en pleine désorganisation et déclin (reflétant ainsi l'état général déliquescent de l'Empire Ottoman, parfois qualifié d'« homme malade de l'Europe »). Un ouvrage contemporain, sérieux et documenté, L'Islam et la mer, La mosquée et le Matelot[32] donne raison au Commandant Hayet, pour la période historique concernée. Coule-tout-seul désigne un navire hors d'âge et bon pour la réforme qui navigue encore, au péril de l'équipage : le terme a été appliqué (entre autres) aux cuirassés russes totalement obsolètes de l'Amiral Nebogatoff envoyés « en renfort » de l'escadre russe du Pacifique commandée par l'Amiral Rojestventsky (qui n'en voulait à aucun prix) lors de la guerre russo-japonaise de 1904. Les retards causés par cette escadre de vieux navires inaptes au combat furent l'un des facteurs contributifs à la calamiteuse défaite de Tsu-shima, et partant, à la révolution russe. Les marins français utilisaient parfois aussi le terme de « fer à repasser » pour les cuirassés pré-dreadnought, équipés d'un éperon d'étrave proéminent et dont le compartimentage, la flottabilité et la stabilité étaient douteuses, comme dans le cas du Bouvet, coulé en deux minutes par une seule mine turque durant la campagne des Dardanelles. En ce qui concerne les petites embarcations, le répertoire des marins est tout autant riche et imagé. Un petit bateau vif et instable (comme les très sportifs dériveurs légers de régate actuels) pouvait être accolé d'expressions comme balancelle, périssoire, couyambouc, noye-fou, et même nègue-chien (pour les marins marseillais, en référence aux vieilles barques sacrifiées pour noyer une cargaison de chiens atteints de la rage).
- Pied de pilote : marge de sécurité nécessaire pour qu'un navire passe au-dessus d'un haut-fond. Il est prudent de ne pas se contenter des indications théoriques des cartes et des tables de marée, divers phénomènes comme une sur-marée due au vent ou à la pression atmosphérique, ou encore l'action de la houle et le peu connu effet squat peuvent agir de façon défavorable. L'humour des marins prétend que le pied est le seul organe du pilote qui continue à croître après l'adolescence, exprimant ainsi que les vieux navigateurs sont moins téméraires que les jeunes.
- Pot au noir (ou pot-au-noir) : expression familière pour zone de convergence intertropicale, ceinture météorologique de quelques centaines de kilomètres autour de l'équateur, caractérisée par l'absence de vent ou de faible vent, rendant difficile la traversée de la zone par des voiliers.
- Poulie coupée : appellation grivoise désignant une femme. Les traditionnelles poulies havraises à cage de bois de forme ovoïde ressemblaient (avec un peu d'imagination) à un abricot démesuré. Pour certaines manœuvres il était nécessaire de pouvoir insérer dans une poulie un cordage dont les extrémités n'étaient pas libres, on employait donc des poulies présentant une fente (verrouillable par un mécanisme à charnière), d'où l'expression se référant à l'anatomie féminine[33].
- Prendre un ris : réduire la surface d'une voile à l'aide des ris.
- Presse (la) : recrutement forcé légalisé par un décret royal en France du temps la marine à voile (voir schangaïer).
- Press Gang : recrutement forcé dans la marine anglaise du temps de la marine à voile (voir schangaïer). Dans les ports anglais (et alentours) certaines personnes portaient sur elles un certificat qui les exemptaient des risques d'être pris par le press gang s'ils sortaient la nuit (médecins, policiers en civil, jeunes nobles...)
- Proverbes marins : les marins ont créé toutes sortes de dictons et proverbes pour décrire les réalités de leur métier. La catégorie la plus connue est celle des dictons météorologiques (qui datent d'avant la météorologie scientifique actuelle) et qui tout en conservant une certaine part d'exactitude (pour des zones de navigation précises et des situations particulières) font aujourd'hui partie du folklore. Il existe, à côté des dictons météorologiques, d'autres proverbes qui décrivent avec une solide dose d'humour des situations et des expériences liées au métier de marin. Par exemple : « N'est pas à terre qui garde le canot ». Lors d'une escale où le navire est mouillé sur une rade, le capitaine peut décider d'autoriser une partie de l'équipage à se rendre à terre avec la chaloupe ; alors celui qui est préposé à sa surveillance n'est pas libre à terre puisque exclu de la permission dont profitent les autres matelots. Autre exemple : « Toujours le même, c'est bien connu, qui baise l'aviron tordu ». Lorsqu'il faut armer une chaloupe à avirons, les matelots les plus malins et les plus « décoinceurs » s'emparent des « bons avirons », ceux qui sont rectilignes. Le matelot le moins futé du bord, l'« idiot du village » maritime, se retrouve invariablement avec un aviron gauchi, qui est une calamité à utiliser, car le manche a tendance à tourner dans la main et à générer en très peu de temps des ampoules très douloureuses. Plus généralement, ce proverbe pointe le fait qu'il y a toujours des gens plus malins que les autres qui savent s'éviter les désagréments[34]. La création de proverbes marins ne s'est pas éteinte avec la disparition des grands voiliers de commerce dans les années 1920 ; en témoigne un adage créé par les moniteurs de la célèbre école des Glénans qui ont assisté à plus d'une fausse manœuvre de la part de leurs élèves débutants : « Si une connerie est possible, elle est déjà faite. Si une connerie est impossible, il se trouvera forcément un con pour la faire un jour ». Un autre adage des Glénans vise les plaisanciers un peu trop téméraires qui abusent de leur maestria : « La belle manœuvre est à la limite de la connerie ».

## R
- Ralinguer :

1. Coudre ou réparer la ralingue : un cordage qui est cousu sur les bords d'une voile ou d'un filet pour le renforcer ;
2. Action de mettre une voile parallèle au vent, pour qu'elle ne se gonfle pas ;
3. Par extension, se dit d'une voile qui claque au vent sans se remplir.

- Range : ordre donné par le maître d'équipage : exemple : range à larguer, range à border les huniers[35].
- Ranger à l'honneur : dans la marine à voile, ranger à l'honneur était une manœuvre pour passer très proche de la poupe du vaisseau amiral pour entendre directement les ordres vocaux du commandement. Par extension, ranger à l'honneur, est la manœuvre faisant passer près ou raser un rivage ou un autre navire[35] bordée contre bordée, lors par exemple, d'un abordage.
- Ranger le vent : se rapprocher de la direction du vent.
- Ris irlandais (ou ris à l'irlandaise) : manœuvre de tout dernier recours consistant à déchirer à coups de couteau une voile qui menace de faire chavirer un bateau[36]. Ce type de manœuvre est considéré comme une faute (une réduction de voilure n'a pas été menée suffisamment tôt). Elle est donc énoncée avec une touche de xénophobie, comme l'empannage chinois, autre manœuvre ratée.

## S
- Scier du fromage : expression imagée utilisée par les mécaniciens sur les navires à vapeur (elle se trouve notamment dans le roman Remorques de Roger Vercel) pour désigner l'emballement potentiellement très dangereux de la machine, lorsque l'hélice sort de l'eau par gros temps sur un coup de tangage. Par gros temps l'officier mécanicien était en permanence auprès de la vanne principale d'arrivée de vapeur et devait la manœuvrer de façon synchronisée aux mouvements du navire pour minimiser les risques d'avarie grave[37].
- Sécurité : préoccupation constante en mer. Les moyens de l'assurer ont varié en fonction des époques et des progrès de la technique. De nos jours, par exemple, les plaisanciers et les cadets embarqués sur des grands voiliers-école disposent de harnais de sécurité, inspirés du matériel d'alpinisme, à la fois efficaces et ergonomiques, n'entravant pas trop les mouvements, qu'il est prudent de porter pour les manœuvres sur le pont par gros temps (risque d'homme à la mer), et que les cadets embarqués sur les voiliers école capèlent et crochent obligatoirement pour travailler sur les vergues (risque de chute mortelle sur le pont). Sur les voiliers d'autrefois de tels matériels n'existaient pas. Un adage de marins résumait la situation : « Une main pour toi et une main pour le bateau… Et si le bateau souffre… ajoute lui trois doigts. »
- Shangaïer : pratique illégale, courante, consistant à saouler ou à droguer un matelot pour l'embarquer contre sa volonté sur un navire en partance (il se réveillait une fois que le navire était en mer et sorti des eaux territoriales). Les marines royales française et anglaise pratiquaient également au XVIIe siècle un recrutement forcé (légalisé par un décret royal) appelé La Presse en français et, presque identiquement, Press Gang en anglais pour armer en guerre leurs vaisseaux de ligne très gourmands en main d’œuvre (il fallait entre huit et quinze hommes pour servir un seul canon). Les résultats étaient rarement à la hauteur, avec l'enrôlement forcé de personnes parfois déjà en mauvaise santé, incompétentes aux métiers de la mer, ce qui était également souvent le cas des shangaïés fournis par des « marchands d'hommes » (crimps en anglais) dans des ports comme San Francisco au temps de la Ruée vers l'or où la pègre dominait les quais, bien secondée par une police corrompue.
- Splice the mainbrace : ordre donné à bord d'un navire par son commandant, pour autoriser l'équipage à consommer de l'alcool. L'expression signifie littéralement « épisser le cordage principal », exprimant à l'origine un ordre pour exiger une opération d'urgence à bord d'un voilier. À bord des navires français, l'expression équivalente était À border l'artimon. Cette manœuvre, relativement facile puisqu'exercée depuis le pont, venait en dernier après les prises de ris lors des ajustements de réglages de voilure ; c'était donc aussi le signal pour la distribution d'un boujaron (une dose de rhum ou d'eau-de-vie après une manœuvre).
- Ship Shape and Bristol's Fahion : littéralement dessiné et gréé à la mode de Bristol, qualifie un navire ayant un bel aspect, équivalent anglais de gréé en trois-mâts de Bordeaux (voir « Gréé en trois-mâts de Bordeaux »).
- Striking the colors : traduction anglaise de baisser pavillon.

## T
- Tacaud (poisson) : l'expression : « Baisé comme un tacaud dans la vase » est descriptive d'une maladresse commise (en général un échouage involontaire) mettant le navire dans une situation ridicule. Son sens fait référence au poisson qui n'a pas regagné à temps la mer libre lors du jusant (marée descendante)[38]. Par extension, se faire escroquer ou « rouler » lors d'une partie de cartes.
- Tar : terme anglais utilisé à l'origine pour désigner les marins de la marine marchande britannique ou de la marine royale.
- Tête de Morue et queue de maquereau : formule empirique et imagée d'hydrodynamique, utilisée par les charpentiers de marine jusqu'au XIXe siècle qui voulait que la coque d'un bon voilier (par exemple les bisquines) ait des volumes avant rebondis et un arrière effilé. Avec l'avènement des yachts et en particulier de la célèbre goëlette America qui ridiculisa les meilleurs voiliers anglais ainsi conçus[39], en présence de la Reine Victoria, cette théorie empirique (qui donnait cependant d'excellents voiliers de travail) fut peu à peu mise au rancart.
- Tonnerre de Brest : ancien juron de marin qui a pour origine soit les intempéries de la rade de Brest[40], soit les usages, matin et soir, de tirs à blanc au canon par la marine basée à Brest[41]. Une autre origine, controversée, serait l'avertissement donné au canon de l'évasion d'un forçat du bagne de Brest[42], annoncé par un code sonore au canon, l'usage étant de verser une récompense à qui capturerait le fugitif[43].
- Tonton : capitaine d'un navire de guerre (voir Grand-mât).
- Tournebroche : désignation ironique de la forme classique de la machine à vapeur à pistons (triple expansion, rotation lente, quelques dizaines de tours par minute, et surtout vilebrequin apparent) utilisée depuis le milieu du XIXe siècle jusqu'aux années 1950. Les marins de la voile et les matelots de pont avaient diverses expressions ironiques pour désigner le personnel machine : la chaffuste et les chaffustiers, pour le personnel des chaudières, les bouchons gras pour les mécaniciens et graisseurs (en anglais Grease Monkeys, littéralement les singes à graisse), qui en l'absence de graissage centralisé et automatique passaient leur temps à lubrifier la machine en pleine marche avec des burettes à long bec et des chiffons huileux.

## V
- Veiller au grain : passée dans le langage commun[44], cette expression vient de la marine et non de l'agriculture. Le grain en question est en fait un coup de vent localisé et dévastateur provoqué par un cumulonimbus actif. À l'approche d'un grain, des réductions de voilure s'imposaient sous peine d'avaries graves, voire de naufrage par chavirage. En témoigne le proverbe suivant : Si tu veux vivre vieux marin, arrondis les caps et salue les grains (traduire : passe à bonne distance des caps et réduis la voilure à l'approche d'un cumulonimbus)[45].
- Vin de précision : vin de bonne qualité destiné aux officiers à bord d'un navire (voir cambusier).
- Virer au guideau / au cabestan : remonter un cordage ou une ancre sur un treuil (guideau, cabestan).
- Virer de bord : changer de direction / d'amure en passant face au vent, ou contourner un obstacle, ou remonter une ancre ou un casier.
- Virement lof pour lof : pour un voilier, action de changer d'amure alternativement par vent arrière pour prendre le vent par travers arrière, permettant pour les voiliers bermudiens d'aller plus vite en zigzag que par vent arrière. L'action opposée, louvoyer, est l'action de remonter le vent au près en changeant alternativement d'amure face au vent, pour les voiliers bermudiens et auriques.
- Voleur de rations : synonyme péjoratif de cambusier (voir cambusier).

## W
- Worm, parcel and serve : expression anglaise désignant l'application d’une protection multicouche à une manœuvre dormante, contre le frottement et la détérioration. L'équivalent français donne les trois verbes congréer (remplir les interstices des torons avec un fin filin en spirales[46]), fourrer (envelopper d'un étui en toile à voile bien serré maintenu par du fil goudronné) et limander[47] (protéger finalement cet étui de toile par des tours de garcette bloqués par des demi-clés et serrés à bloc à la mailloche).